# Jumilhac-papyrusen

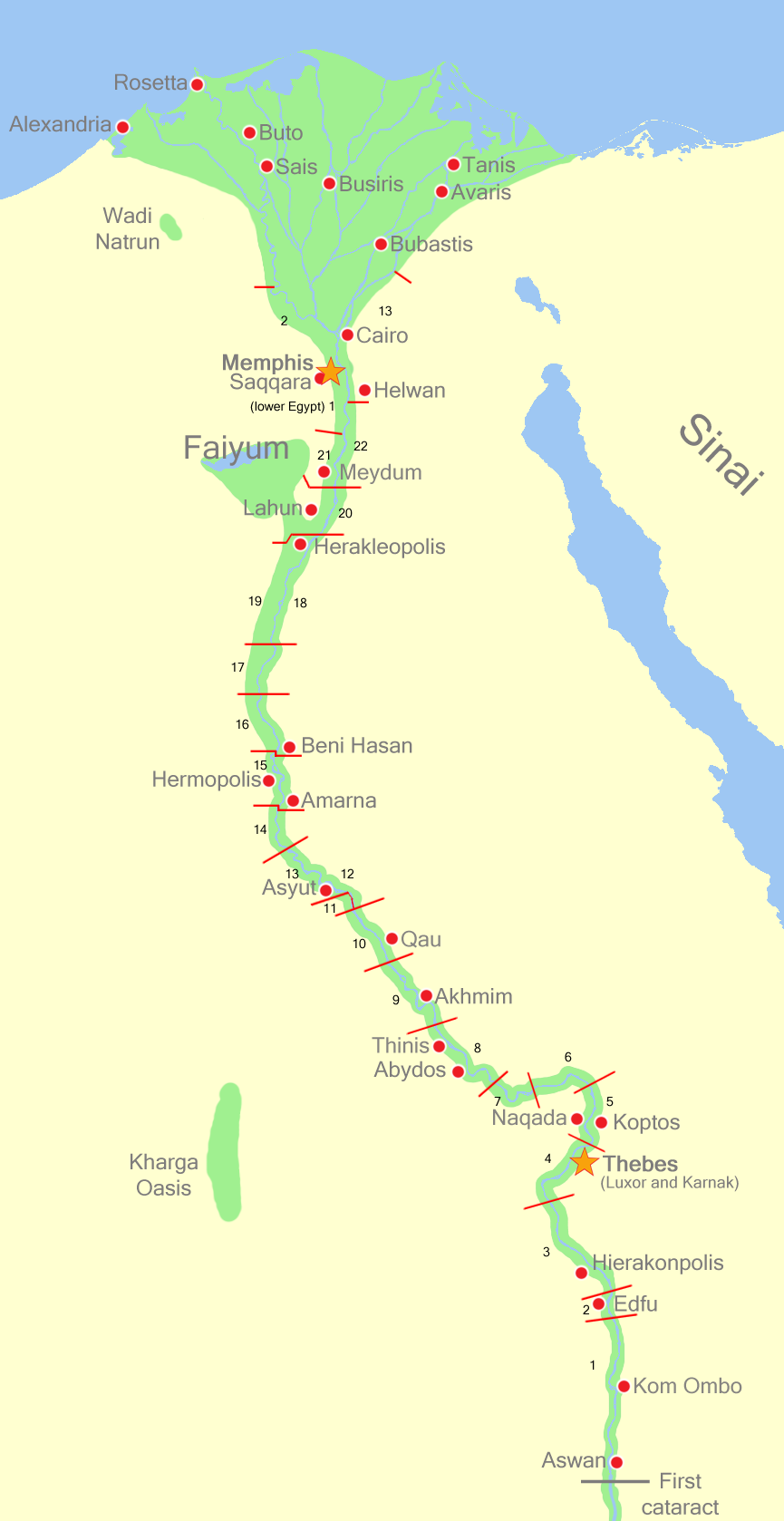
Översiktskarta över 17:e, 18:e och 19:e länen.

Jumilhac-papyrusen är ett papyrusfynd från antikens Egypten och innehåller texter ur den tidiga egyptiska mytologin. Manuskriptet dateras till cirka 350-talet f.Kr. och förvaras idag på Musée du Louvre i Paris.

## Manuskriptet
Jumilhac-papyrusen är en stor papyrusrulle om 23 ark med en sammanlagd längd på cirka 9 meter. Texten är skriven i hieroglyfer.
Texten beskriver den egyptiska mytologin främst i områden kring de 17:e, 18:e och 19:e länen (nomoi) i Övre Egypten. Papyrusen antas vara nedskriven under den sena perioden av den ptolemaiska perioden kring Egyptens trettionde dynasti eller under den tidiga perioden av den grekisk-romerska perioden  av präster som gick igenom gamla, delvis fragmenterade, papyrusark från det Gamla riket i Forntida Egypten och som ville bevara de gamla legenderna och traditionerna.
Manuskriptet ger en stor inblick i bakgrunden till dåtidens egyptiska religion och mytologi.
Papyrusen beskriver bland annat Seths lemlästning av brodern Osiris, Neftys halshuggning av Hathor, utförlig bakgrund av Anubis och en rad andra gudar.
Manuskriptet omfattar även en rad erotiska texter och bilder.

## Historia
Det är inte känt när och hur papyrusen upptäcktes men den donerades till Musée du Louvre år 1945 av familjen Jumilhac där tidigare släktingar tjänstgjorde i Egypten under Napoleon III.
1961 publicerade franske Jacques Vandier en översättning i boken "Le papyrus Jumilhac" utgiven av franska Centre national de la recherche scientifique.
Manuskriptets arkivnummer på Musée du Louvre är E 17110.